# Melanin

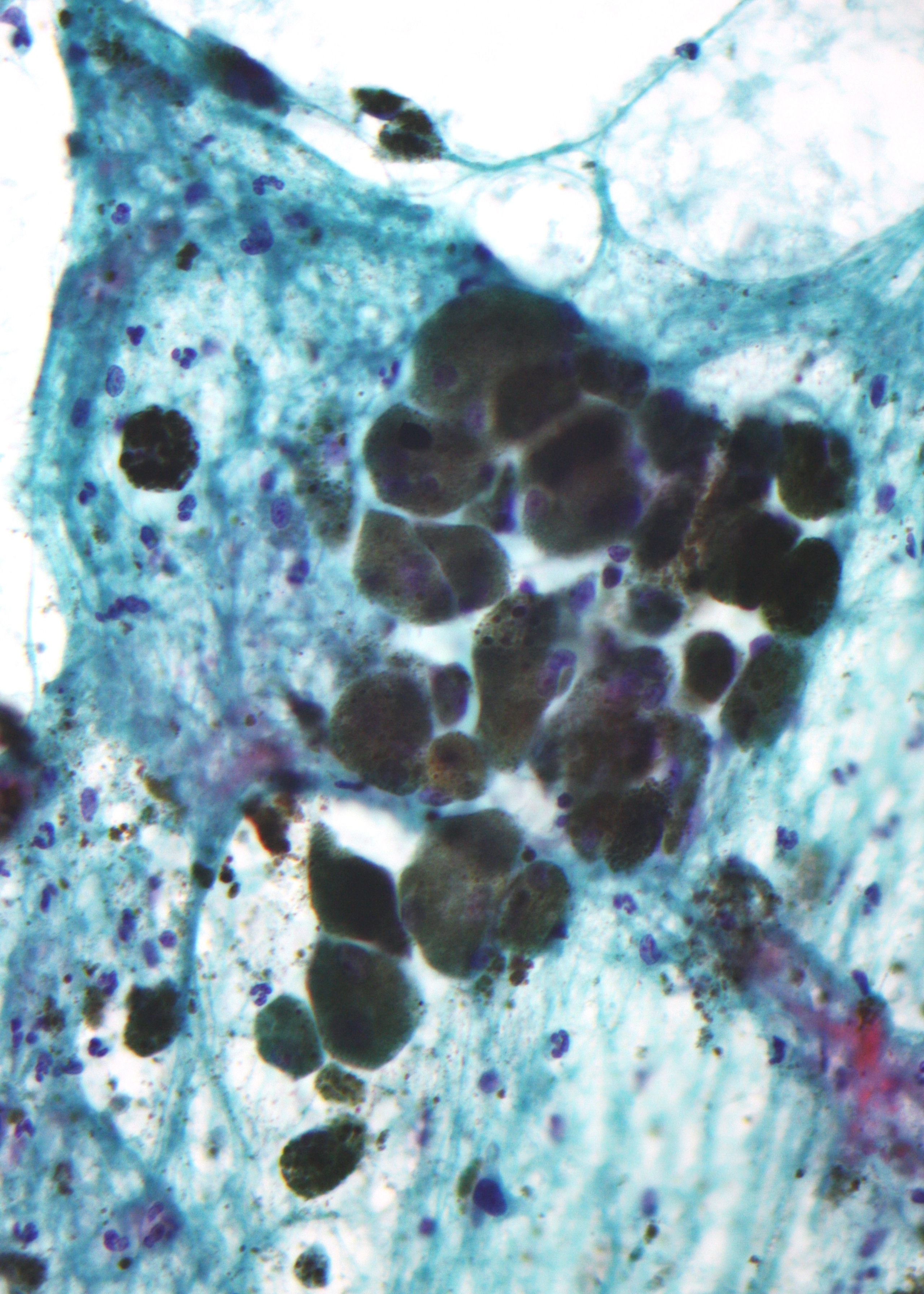
Melanintartalmú részecskék melanóma szövettani metszetén

A melanin (a görög mélasz, fekete szóból) az élőlények szinte minden csoportja (a pókfélék kivételével) által termelt sötét színű pigmentek összefoglaló neve. Az állatokban az anyagot a melanociták termelik a tirozin és cisztein aminosavak oxidációjával, majd polimerizációjával.
A melaninoknak három alapvető típusa létezik: az eumelanin, feomelanin és neuromelanin; közülük az első a leggyakoribb. Az eumelaninnak két változata van, a barna és a fekete. A feomelanin vörös színű benzotiazin-polimer, amely a haj vörös színéért felelős, ha csak belőle van. Ez a két melanin a hajban és bőrben együtt alkot polimert, és a színt a monomerjeik egymáshoz polimerben való arányuk adja. A neuromelanin az agyban található, funkciója nem ismert.
A melanin hatékonyan nyeli el a fényt, a bejövő UV-sugárzás 99,9%-át abszorbeálja és képes megvédeni a sejtek DNS-ét a káros sugárzástól, csökkentve ezzel a bőrrák kialakulásának esélyét.

## Melanin az emberben

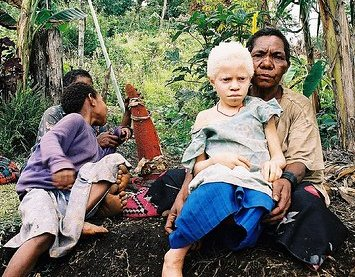
Albínó kislány Pápua Új-Guineában

Az emberekben a melanin határozza meg a bőr, a haj és a szem színét, de a belső fülben, agyban (feketeállomány és locus coeruleus) és a mellékvesében is találhatóak melanintartalmú sejtek.
A bőrben az epidermisz bazális rétegében elhelyezkedő melanociták termelik a melanint. A melanociták száma nagyjából mindenkinél azonos, de az egyes rasszokban más-más mennyiségű pigmentet termelnek, így ezek bőrszíne különbözik. Vannak akik egyáltalán nem termelnek melanint (vagy csak nagyon keveset), ők az albínók.
A bőr- és hajszínt az eumelanin és feomelanin aránya és elhelyezkedése határozza meg. Mindkettő megtalálható a bőrben és hajban is, de az eumelaninból jóval több van és az albinizmust is főleg ennek a hiánya okozza.

### Eumelanin

Az eumelanin szerkezetének egy része. A karboxilcsoport (COOH) helyén hidrogén vagy (ritkábban) más oldallánc is lehet

Az eumelanin kémiailag 5,6-dihidroxiindol és 5,6-dihidroxiindol-2-karbonsav polimerje. Két változata, a barna és fekete eumelanin a monomerek elhelyezkedési mintázatában különbözik egymástól. A hajban kis mennyiségű fekete eumelanin önmagában ősz (szürke) hajat eredményez, míg kevés barna eumelaninnak a hatása a szőke haj.

### Feomelanin

A feomelanin szerkezete. A COOH-t itt is hidrogén válthatja

A feomelanin mennyiségtől függően rózsaszín-vörös árnyalatú. A bőrben nagyobb mennyiség található belőle az ajkakon, mellbimbókon, a pénisz makkján és a hüvelyen. Ha a hajban a barna eumelanin (ami önmagában szőke hajat eredményezne) mellett feomelanin is találhat, az eredmény vörös haj lesz.
A feomelanin kémiailag abban különbözik az eumelanintól, hogy monomerjei a ciszteinből képződő benzotiazin és benzotiazol molekulák.
A fenti két nagyobb csoporton kívül a vörös haj egyes árnyalataiért az alacsony molekulasúlyú trichokrómok is felelősek, amelyek ugyanazon bioszintetikus útvonalon jönnek létre, mint az eu- és feomelaninok.

### Neuromelanin
A neuromelanint az agy katekolaminerg neuronjai termelik. A legtöbb az emberi agyban található, az emberszabásúakban kevesebb van, egyéb fajokban pedig teljesen hiányzik. Biológiai hatása nem ismert, bár kimutatták, hogy megköt egyes fémionokat (mint a vas) vagy más, potenciálisan toxikus molekulákat. Lehetséges, hogy szerepe van az apoptózisban és a Parkinson-kór kialakulásában.

## Egyéb élőlényekben
A melaninnak változatos szerepe lehet a különböző élőlényekben. A fejlábúak a melanin egy formáját lövellik ki ("tinta"), hogy védekezzenek a ragadozók ellen. A baktériumok és gombák is használják az ultraibolya sugárzás és szabad gyökök DNS-károsító hatása elleni védekezésül. Szerepe van a magas hőmérséklet, káros kémiai anyagok (nehézfémek, oxidálószerek) és az immunrendszer támadásai elleni védekezésben is, ezért sok patogén mikroorganizmus (mint pl. a Cryptococcus neoformans gomba) betegségokozó képessége függ a melanintermelésétől. A gerinctelenekben éppen ellenkezőleg, a patogének elleni védekezést segíti. A fertőzés után perceken belül melaninnal veszik körbe a behatolót (melanizáció) és feltehetőleg ennek során szabad gyökök képződnek, amelyek segítenek a kórokozó legyőzésében. Feltételezik, hogy egyes, radioaktivitást toleráló gombák a melaninnal abszorbeálják a gamma-sugárzást és hasznosítani képesek annak energiáját.
Az emlősök és madarak kültakarójának színe a melanintól függ. Megfigyelések szerint a melanintartalmú fekete madártollakat a baktériumok kevésbé bontják le, mint a fehéreket vagy karotinokkal színezetteket. A madarak szemében a dúsan erezett fésűszerv (pecten oculi) is melaninban gazdag. Funkciója bizonytalan, talán a szem melegítésében játszik szerepet a fényelnyelés révén, ami meggyorsítja a tápanyagok áramlását a véredények nélküli retinához.
Egyes esetekben a pigmenteloszlás eredményez színárnyalatokat. Az egerek aguti színváltozatban a szőrszálakon fekete eumelaninos és sárga feomelaninos szakaszok váltják egymást, ami összhatásban barna színű lesz; azonban akár egyetlen mutáció képes teljesen fekete vagy sárga egeret létrehozni.
A növények a gyümölcsök (pl. alma, banán) enzimatikus barnulása során hoznak létre tirozinból és katekolaminból melaninszerű katekolmelanint.

## Bioszintézise

L-tirozin

L-DOPA

L-dopakinon

L-leukodopakróm

L-dopakróm

Az eumelanin és feomelanin szintézisének első lépését a tirozináz enzim katalizálja:
tirozin → 3,4-dihidroxifenilalanin (DOPA) → dopakinon
A dopakinon a ciszteinnel kétféleképpen reagálhat:
dopakinon + cisztein → 5-S-ciszteinildopa → benzotiazin köztitermék → feomelanin
dopakinon + cisztein → 2-S-ciszteinildopa → benzotiazin köztitermék → feomelanin
A dopakinonból leukodopakrómon keresztül eumelanin is képződhet:
dopakinon → leukodopakróm → dopakróm → 5,6-dihidroxiindol-2-karboxilsav → kinon → eumelanin
dopakinon → leukodopakróm → dopakróm → 5,6-dihidroxiindol → kinon → eumelanin

## Genetikai és egyéb betegségek
Ma 36 különféle melaninhoz vagy annak szintéziséhez köthető betegséget ismerünk. Ezek kihatnak a bőrszínre, szemizmokra, véralvadásra, immunrendzerre, idegrendszerre, a hajra, rézháztartásra, valamint a zsigeri szervekre. (de ugye ez nem mind a melanin hiánya követhető vissza, hanem a betegség maga melaninra és ezekre a gondokra)
Több öröklődő betegség is kapcsolatos a melanin alacsony szintjével vagy hiányával. Az albinizmusnak nyolc válfaja ismeretes: 7 fajta okulokután és 1 okuláris; többségük autoszomális és recesszíven öröklődik. A leggyakoribb az elsősorban afrikai eredetű emberekben előforduló 2. típusú okulokután albinizmus (okozója az OCA2 gén mutációja), amely születéstől kezdve fennáll és a bőrben, szemben és hajban is csökkent melaninszint vagy annak teljes hiánya jellemzi. Az afrikai eredetű amerikaiakban gyakorisága 1 a 10 ezerhez, míg ez európai származásúaknál ez az arány 1:36 ezer. Egyes afrikai népeknél az elfordulása akár 1 a 2 ezerhez vagy 1 az 5 ezerhez is lehet. A betegség másik fajtája, a sárga okulokután albinizmus főleg a németországi és svájci eredetű, Amerikában élő amishoknál gyakori. Ennél a formánál az újszülötteknek fehér haja és bőre van, de csecsemőkorban gyorsan kialakul a normális bőrpigmentáció.
A szemet érintő albinizmus(okuláris albinizmus) a látás élességét is negatívan befolyásolhatja, mert az erősebb fény visszaverődik a retinán és egy fénysugár több helyen tudatosul, így az albínók a látásvizsgálatokon rosszabbul teljesítenek az átlagnál. Ez a betegség a GPR143 gén mutációjához köthető. Jól ismert az albinizmus és süketség kapcsolata is, bár a pontos mechanizmusát még nem értjük. Darwin is leírta A fajok eredetében, hogy "a teljesen fehér és kék szemű macskák általában süketek". Embereknél az észak-amerikai hopi indiánoknál ritkán előforduló Waardenburg-szindrómában figyelhető meg az alulpigmentáltság és süketség. A hopik között az albinizmus előfordulása 1 a 200-hoz. Hasonló kapcsolódást figyeltek meg a kutyák és a rágcsálók esetében is. A melaninhiány azonban nem jár feltétlenül a hallás károsodásával, a legtöbb albínó hallásával nincsen gond.
A Parkinson-kórban szenvedő betegekben megfigyelhető a feketeállomány (substantia nigra) és a locus coeruleus neuromelanintartalmának csökkenése, amit a pigmentált sejtek hiánya okoz. Ennek eredményeképpen visszaesik a dopamin és a noradrenalin termelése. Az emberi rasszok között nincs különbség a neuromelanin mennyiségében; mégis az afrikaiakban jóval alacsonyabb a Parkinson-kór előfordulása, ami talán a bőrben lévő melanin protektív hatására utalhat. Újabban feltételezik, hogy a melaninnak nem csak fényvédő szerepe van, hanem karboxil- és hidroxilcsoportjai révén hatékonyan megköti a potenciálisan toxikus fémionokat. A Parkinson-kórban a neuromelaninszint csökkenése együtt jár a vas mennyiségének növekedésével az agyban.
A melaninhiány mellett a melaninpolimer molekulatömege is csökkenhet, például oxidatív stressz, ultraibolya fény, pH-változás, fémionok koncentrációjának esése következtében. Az ilyen állapotú melanin a feltételezések szerint antioxidáns tulajdonság helyett pro-oxidáns lehet és a szemben makuladegenerációt, a bőrben melanómát okozhat. A magas eumelaninszint a bőrben megnöveli a D-vitamin szintéziséhez szükséges fénymennyiséget is, valamint csökkenti a bőrfoltok lézeres eltávolításának hatékonyságát.

## Fényvédő szerepe
A melanint a melanociták termelik, amelyekben melanoszómának nevezett vezikulumokba gyűlik. A melanoszómák átadódnak a többi bőrsejtnek is, ahol a sejtmag fölött helyezkednek el, hogy védjék a kromoszómákat a napfény káros, mutagén hatásaitól. A régóta napfényes területeken élő emberi rasszok bőre nagy mennyiségű eumelanint tartalmaz, emiatt barna vagy fekete színű. Így a bőrrák (különösen annak agresszív formája, a melanóma) előfordulása náluk alacsonyabb, mint a világos bőrű rasszoknál.
A D-vitamin szintéziséhez napfényre is szükség van, ezért a sötét bőrű emberek a mérsékelt és sarki éghajlati zónákban D-vitamin hiányában szenvedhetnek. A jelenleg általánosan elfogadott elmélet szerint minden mai ember Afrikából származik, vagyis eredetileg valószínűleg fekete bőrű volt. Ahogyan a korai emberek megtelepedtek Európa és Ázsia hidegebb éghajlatán, a világosabb bőr szelekciós előnyt jelenthetett. Két általánosan elterjedt génmutáció okozza a világos bőrt, az Mc1r és az SLC24A5; az utóbbiról kimutatták, hogy pozitív szelekciós hatás érte. A délebbre költöző világos bőrű emberek erősebb napfénynek vannak kitéve; ez ellen bőrük barnulással, eumelanin-termeléssel védekezik. A szemben, a szivárványhártyában található melanin a retinát védi az UV-fény és a magas energiájú normál fény ellen. A kék, zöld, szürke szemű emberekben ez a védelem kevésbé hatékony, mint a barna szeműekben.

## Fordítás
- Ez a szócikk részben vagy egészben  a   Melanin című angol Wikipédia-szócikk ezen változatának fordításán alapul.  Az eredeti cikk szerkesztőit annak laptörténete sorolja fel. Ez a jelzés csupán a megfogalmazás eredetét és a szerzői jogokat jelzi, nem szolgál a cikkben szereplő információk forrásmegjelöléseként.